# Ré mineur

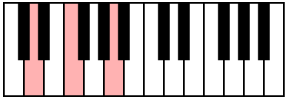
L'accord parfait de ré mineur se compose des notes suivantes : ré, fa, la.

La tonalité de ré mineur se développe en partant de la note tonique ré. Elle est appelée D minor en anglais et d-moll dans l’Europe centrale.
L'armure est la même que celle de la tonalité relative fa majeur.

## Modes

### mineur naturel
L’échelle de ré mineur naturel est : ré, mi, fa, sol, la, si♭, do, ré.
- tonique : ré
- médiante : fa
- dominante : la
- sensible : do

Altérations : si♭.

### mineur harmonique
L’échelle de ré mineur harmonique est : ré, mi, fa, sol, la, si♭, do♯, ré.
- tonique : ré
- médiante : fa
- dominante : la
- sensible : do♯

Altérations : si♭ et do♯ (accidentel).

### mineur mélodique
L’échelle de ré mineur mélodique est :
- gamme ascendante : ré, mi, fa, sol, la, si♮, do♯, ré.
- gamme descendante : ré, do, si♭, la, sol, fa, mi, ré.

## Compositions célèbres en ré mineur
- Jean-Sébastien Bach :
  - Toccata et fugue en ré mineur (1703-1707)
  - Concerto pour deux violons BWV 1043 (1717-1723)
  - L'Art de la fugue (1740-1750)
- Mozart  :
  - Requiem (1791)
  - Fantaisie no 3 K. 397 (1782)
  - Don Giovanni K.527 (1787)
- Symphonie no 9 (1822-1824) de Beethoven
- Quatuor à cordes no 14 dit « La Jeune fille et la mort » de Schubert (1824)
- Symphonie no 4 de Schumann (1841)
- Mendelssohn :
  - Le deuxième mouvement de la Symphonie no 4 (1830)
  - Variations sérieuses (1841)
- Totentanz de Franz Liszt (1849)
- Concerto pour piano no 1 de Brahms (1854-1858)
- Marche funèbre d'une marionnette de Charles Gounod (1872)
- Symphonie no 7 de Dvořák (1884-1885)
- Symphonie en ré mineur de Franck (1886-1888)
- Symphonie no 1 de Mahler (1895-1896)
- Concerto pour piano no 3 de Rachmaninov (1909)
- Symphonie no 5 de Chostakovitch (1937)